# Richard Mulcahy
 (mars 2014).
Si vous disposez d'ouvrages ou d'articles de référence ou si vous connaissez des sites web de qualité traitant du thème abordé ici, merci de compléter l'article en donnant les références utiles à sa vérifiabilité et en les liant à la section « Notes et références ».
Pour les articles homonymes, voir Mulcahy.
Richard James Mulcahy, né le 10 mai 1886 à Waterford et mort le 16 décembre 1971 est un militaire irlandais devenu ensuite une personnalité politique marquante des premières années de l'Irlande indépendante. Il est tour à tour ministre de la Défense et ministre de l'Éducation.